# Kristin Cavallari

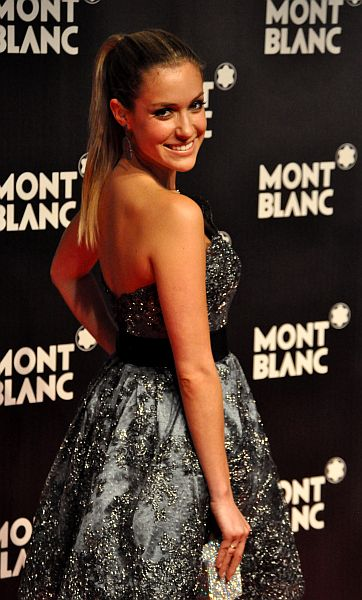
Kristin Cavallari

Kristin Elizabeth Cavallari (Denver (Colorado), 5 januari 1987) is een Amerikaanse televisiepersoonlijkheid en actrice, bekend van de realityserie The Hills.

## Biografie
Cavallari, die van Duits-Italiaanse afkomst is, werd op 5 januari 1987 geboren als jongste in een gezin van twee. Toen haar ouders scheidden, ging zij met haar moeder in Barrington (Illinois) wonen terwijl haar oudere broer met haar vader in Laguna Beach (Californië) ging wonen. Ze rondde middle school af in Barrington, maar kon niet aarden in het gezin met haar moeder, stiefvader en stiefbroer. Zodoende verhuisde ze naar haar vader en broer in Californië. Daar begon ze aan de lokale high school. Op die school, de Laguna Beach High School, en in die kustplaats werd de realityserie Laguna Beach: The Real Orange County (2004-2006) opgenomen. Een aantal leerlingen, onder wie Cavallari, en al hun sores werden gevolgd.
Ze ging in 2009 ook meedoen aan de spin-off van die serie: The Hills. In juli 2010 liep ook deze serie ten einde. Haar deelname aan de realityseries leverde haar echter wel de nodige bekendheid op, waardoor ze onder meer meedeed aan de Amerikaanse versie van Dancing with the Stars (het dertiende seizoen) en een gastrolletje had in CSI: NY. Voor goede doelen reisde ze onder andere naar El Salvador en Kenia.
In 2018 begon het eerste seizoen van haar nieuwe realityserie: Very Cavallari.

## Privé
Ze was van 2013 tot 2022 getrouwd met de Americanfootballspeler Jay Cutler. Samen hebben ze twee zonen en een dochter.

## Filmografie
Alleen de significante rollen zijn vermeld.
- Laguna Beach: The Real Orange County (2004-2006)
- Get This Party Started (2006)
- Fingerprints (2006)
- Cheerleader Camp (2007)
- Green Flash (2008)
- Spring Breakdown (2009)
- Wild Cherry (2009)
- Van Wilder: Freshman Year (2009)
- The Hills (2009-2010)